# Šabolovskaja
Šabolovskaja (in russo Шаболовская?) è una stazione della Metropolitana di Mosca, situata sulla Linea Kalužsko-Rižskaja. Sebbene la stazione sia stata costruita insieme al resto della Linea Kalužskaja nel 1962, i problemi delle sue scale mobili ne spostarono l'apertura al 6 novembre 1980. Durante i 18 anni di lavori, l'aspetto della banchina fu modernizzato, pertanto la stazione non appare simile alle altre stazioni della linea degli anni sessanta.

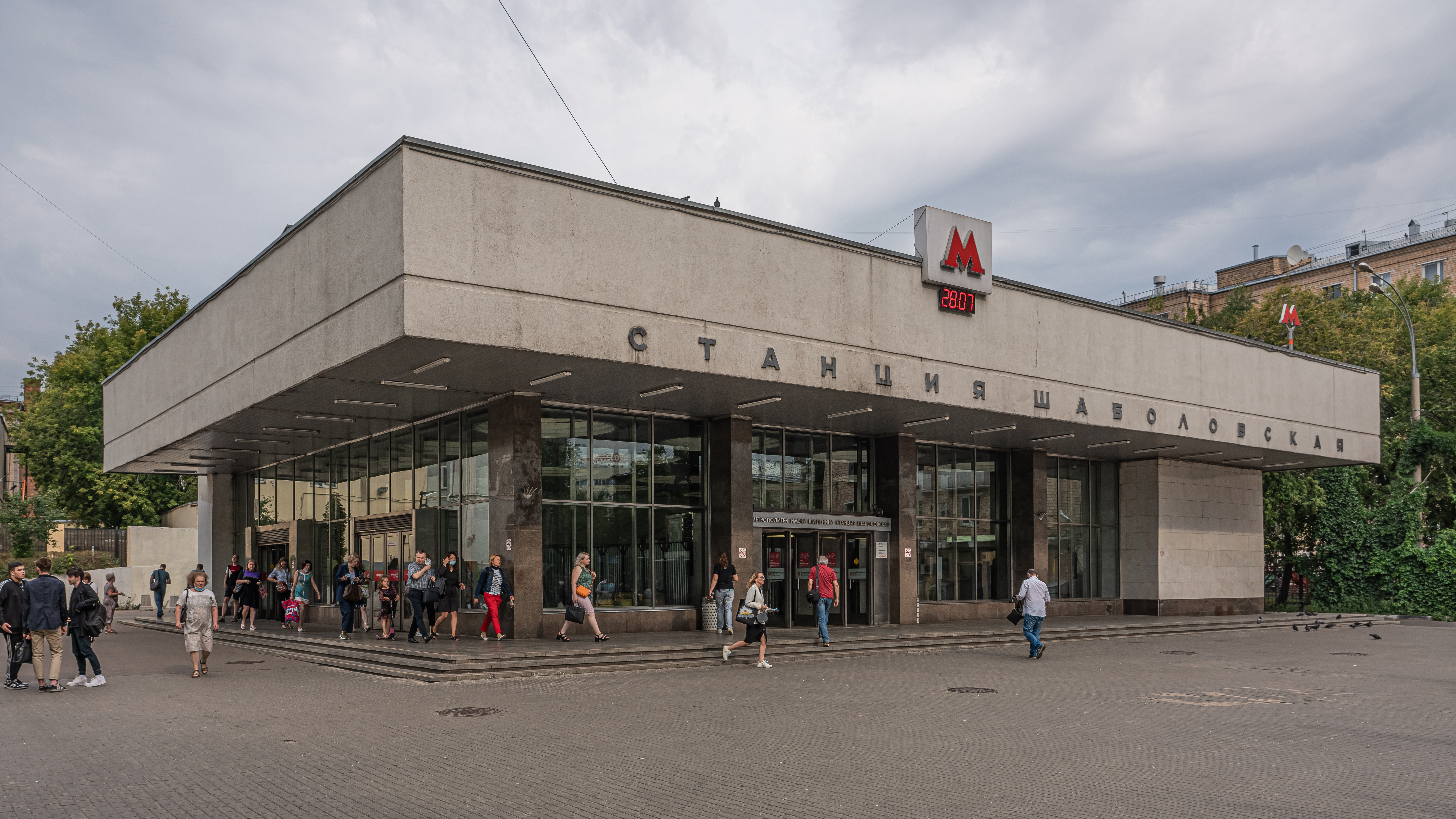
Ingresso

Šabolovskaja presenta pilastri punteggiati su tutte e quattro le facce da piedritti e ricoperti in marmo bianco. I piedritti di due delle quattro facce si estendono fino al soffitto a volta; le altre mura sono invece ricoperte in metallo scuro corrugato, che contrasta con il colore chiaro di soffitto e pilastri. Al termine della banchina vi è un pannello a vetrata sul tema della radio e delle trasmissioni televisive. La stazione fu disegnata da I.G. Petukhova, V.P. Kachurinets, N.I. Demchinsky e Yu.A. Kolesnikova.
L'ingresso di Šabolovskaja si trova in Ulica Šabolovka, a sud dell'incrocio con Ulica Akademika Petrovskogo.